# País dels Massàgetes
La satrapia dels Massàgetes o del país dels Massàgetes (persa Sakā tigraxaudā, en llatí massagetae) fou una entitat de la Pèrsia aquemènida formada pel territori ocupat pels nòmades massàgetes, considerats un poble escita.
El territori se situava al desert de Kizilkum i limitaven amb els corasmis i els dahes; probablement l'Oxus formava la frontera al sud-oest i el Iaxartes a nord i est; al sud el riu Polytimetus (Zeravshan) separava la satrapia del territori dels dirbes o Dírbia; al nord arribaven fins a la mar d'Aral
La satrapia depenia de la gran satrapia de Bactriana.